# El fidel
El fidel (títol original en francès, Le Fidèle) és una pel·lícula dramàtica del 2017 dirigida per Michaël R. Roskam, protagonitzada per Matthias Schoenaerts i Adèle Exarchopoulos. Un gàngster i un conductor de cotxes de carreres s'enamoren, ambientat en el rerefons d'una banda criminal brutal a Brussel·les. Va ser seleccionada per ser projectada fora de competició al 74è Festival Internacional de Cinema de Venècia el 2017. També va ser seleccionada com a candidata belga a la millor pel·lícula de parla no anglesa als 90ns Premis Ondas, però no va ser nominada. Va rebre cinc nominacions als 8ns Premis Magritte, inclosa la millor pel·lícula flamenca. S'ha doblat i subtitulat al català.